# Marcian Hoff
Marcian Edward (Ted) Hoff, jr. (Rochester (New York), 28 oktober 1937) is een Amerikaans elektrotechnicus en een van de uitvinders van de microprocessor.

## Biografie
Hoff studeerde in 1958 af aan de Rensselaer Polytechnic Institute. Gedurende de zomers wanneer hij geen college had werkte hij voor de General Railway Signal Company in Rochester, waarbij hij zijn eerste twee patenten ontving. Aansluitend op zijn afstudering bezocht hij de Stanford-universiteit waar hij in 1959 zijn Master of Science behaalde en 1962 een doctoraat in de elektrotechniek.
In 1968 kwam hij in dienst bij Intel, dat het jaar daarvoor was opgericht. Als elektrotechnisch ingenieur kreeg hij de taak om een geïntegreerde schakeling te ontwerpen voor Busicom, een Japanese fabrikant van zakrekenmachines. Op oplossing waar Hoff mee kwam was voor die tijd revolutionair. In plaats van een standaard microchip te maken, die een vast ingebakken programma doorliep, bedacht hij een universele microchip die achteraf te programmeren was: de computer-processor of microprocessor.
Op 15 november 1971 kwam Intel met de door hem en collega's Federico Faggin, Stanley Mazor en Masatoshi Shima ontwikkelde 4004-microprocessor op de markt. Een processor die dezelfde prestaties haalde als de eerste elektronische computer, de ENIAC uit 1946, maar in tegenstelling tot de reusachtige ENIAC was de 4004 niet veel groter dan een luciferdoosje. In 1974 diende Hoff een patent in voor een "Memory system for a Multi-chip Digital Computer".
Na korte tijd gewerkt te hebben voor Atari (1982-86) als vicepresident technologie, trad Hoff in 1986 toe tot Teklicon als Chief Technical Officer. Voor zijn uitvinding van de microprocessor werd hij in 1996 opgenomen in de National Inventors Hall of Fame.